# Глибочок-1
Глибочок-1 — ботанічна пам'ятка природи місцевого значення в Звенигородському районі Черкаської області.

## Історія
Створено рішенням Черкаської обласної ради від 26.05.2023 № 19-36/VIII.

## Опис
Пам'ятка природи розташована біля с. Глибочок Звенигородського району Черкаської області.
Під охороною перебуває ділянка степової рослинності на схилі лівого берегу річки Гірський Тікич. Тут зростає чотири види рослин, які занесені до Червоної книги України — сон широколистий (Pulsatilla patens), горицвіт весняний (Adonis vernalis), ковила волосиста (Stipa capillata) та шафран сітчастий (Crocus reticulatus). Степова рослинність має цінність та повинна перебувати під охороною відповідно до Оселищної директиви ЄС (Директива 92/43/ЄС «Про збереження природних оселищ та видів природної фауни і флори») як степова ділянка (код 6210).